# Knoller C.II
Il Knoller C.II fu un aereo multiruolo biposto, monomotore e biplano, sviluppato dall'azienda austro-ungarica Knoller Flugzeugbau negli anni dieci del XX secolo e prodotto su licenza da alcune aziende aeronautiche nazionali.
Sviluppato dall'ingegnere aeronautico Richard Knoller basandosi sul precedente Knoller C.I, era destinato alle Fliegerkompanie della k.u.k. Luftfahrtruppen, l'aeronautica militare austro-ungarica, durante la prima guerra mondiale, tuttavia a causa della sua fragilità strutturale venne dichiarato inadatto al servizio.

## Storia del progetto
Superate le prime fasi del conflitto, dopo che l'aviazione militare era ancora agli esordi, i velivoli da ricognizione di entrambe le parti ostili erano diventati sempre più vulnerabili a causa dei possibili colpi da terra e dell'installazione di mitragliatrici frontali nei velivoli scout, i precursori degli aerei da caccia. Per proteggere gli equipaggi dalla possibile intercettazione di questi ultimi i vertici militari dell'Impero austro-ungarico, così come aveva disposto l'Idflieg tedesco-imperiale, emisero un bando in cui si richiedeva la realizzazione di una classe di ricognitori armata di una mitragliatrice brandeggiabile da difesa.
In quest'ambito l'ingegnere Richard Knoller, docente alla k.u.k. Technischen Hochschule (Politecnico dell'Impero austro-ungarico) di Vienna, decise di avviare il progetto di un velivolo adatto allo scopo. Dopo le realizzazione del Knoller C.I, avviato alla produzione in un numero limitato di esemplari da parte della Jacob Lohner & Co., Richard Knoller sviluppò ulteriormente il progetto originale introducendo alcune modifiche strutturali per adattarlo a più incarichi, cosa che avrebbe permesso di avere a disposizione delle k.u.k. Luftfahrtruppen un minor numero di modelli diversi ed integrare velocemente la ancora piccola flotta a sua disposizione. Nelle intenzioni del progettista il modello sarebbe stato in grado di ricoprire il ruolo di aereo da osservazione, da ricognizione, anche fotografica equipaggiato opportunamente con una o più fotocamere, e bombardiere leggero, ricavando un apposito spazio all'interno della fusoliera.
Il nuovo modello, identificato ufficialmente come Knoller C.II, riprendeva l'impostazione generale della maggior parte dei modelli dell'epoca: monomotore in configurazione traente, con struttura principalmente lignea ricoperta da tela trattata, configurazione alare biplana, con fusoliera in grado di accogliere due membri dell'equipaggio, carrello fisso ed equipaggiato di armamento difensivo.
Il prototipo venne portato in volo per la prima volta nel settembre 1916 ottenendo l'autorizzazione di avviarlo quanto prima alla produzione in serie. A questo scopo vennero contattate la Österreich-Ungarische Flugzeugfabrik Aviatik (indicata anche come Aviatik (Berg) o Ö-UF Aviatik), succursale viennese della tedesco imperiale Automobil und Aviatik, la Wiener Karosserie- und Flugzeugfabrik (WKF) e la Jacob Lohner & Co., con le quali il governo austro-ungarico sottoscrisse un contratto di fornitura per 25 esemplari ciascuna.
Tuttavia il 10 febbraio 1917, durante un volo di collaudo con un esemplare appena uscito dagli stabilimenti di produzione, la struttura dell'ala superiore collassò facendo precipitare il velivolo; nell'incidente trovarono la morte i due membri dell'equipaggio. A scopo cautelativo la produzione venne pertanto immediatamente sospesa, quindi si giunse alla decisione di confinare a terra le poche decine di esemplari fino ad allora realizzati destinandole all'istruzione del personale di terra.

## Tecnica
Il Knoller C.II conservava l'aspetto generale, per l'epoca convenzionale, dei numerosi pari ruolo e dei simili modelli prodotti nello stesso periodo dalle altre aziende: biplano, monomotore biposto con carrello fisso.
La fusoliera, realizzata con struttura in legno e rivestita con pannelli in compensato, tranne che nella parte anteriore, in metallo, era caratterizzata da un unico lungo abitacolo aperto dotato di parabrezza con al suo interno due posti collocati in tandem, l'anteriore destinato al pilota ed il posteriore all'osservatore con mansioni anche di mitragliere. Al suo interno era ricavata una sezione che poteva accogliere fino a tre bombe da caduta. Posteriormente terminava in un impennaggio classico monoderiva caratterizzato dall'elemento verticale di forma squadrata abbinato agli elementi orizzontali, controventati sia superiormente che inferiormente, dotati di un doppio elemento mobile.
La configurazione alare era biplano-sesquiplana a scalamento positivo, con ala superiore, l'unica dotata di alettoni, dall'apertura più ampia di quella inferiore, quest'ultima traslata verso coda, ed entrambe con struttura in legno ricoperta da tela. I due piani alari erano collegati tra loro da una doppia coppia di montanti per lato, disposti a travatura Warren ed integrati da tiranti in cavetto in acciaio. Sulla parte centrale, agganciato all'ala superiore, era collocato il serbatoio di combustibile che alimentava, a caduta, il motore.
Il carrello d'atterraggio era fisso, molto semplice, montato su una struttura tubolare al di sotto della fusoliera, dotato di ruote di grande diametro collegate da un asse rigido collegato al resto della struttura da una serie di elementi elastici, ed integrato posteriormente con un pattino d'appoggio.
La propulsione era affidata ad un motore Austro-Daimler 6, un 6 cilindri in linea raffreddato a liquido capace di erogare una potenza, a seconda della versione installata, da 160 PS (118 kW) a 185 PS (136 kW), posizionato longitudinalmente, integrato nella fusoliera al suo apice anteriore, ed abbinato ad un'elica bipala in legno a passo fisso.
L'armamento era costituito da una coppia di mitragliatrici Schwarzlose M.07/12 calibro 8 mm, una montata in caccia a disposizione del pilota e la seconda montata su supporto brandeggiabile ad anello nell'abitacolo posteriore.

## Impiego operativo
Gli esemplari costruiti non raggiunsero mai i reparti di prima linea ma vennero destinati alle scuole di volo per l'addestramento,  principalmente per l'istruzione del personale di terra.

## Esemplari attualmente esistenti
L'unico esemplare sopravvissuto è esposto al pubblico presso le strutture museali del Národní technické muzeum v Praze (Museo nazionale della tecnica di Praga). Si tratta di uno dei pochi aerei prodotti dall'industria aeronautica austro-ungrarica che sono giunti ai nostri giorni.

## Utilizzatori
Austria-Ungheria
- k.u.k. Luftfahrtruppen

### Riviste
- (EN) Knoller C.II, in Windsock International, Volume 8, No.2, Albatros Productions Ltd, marzo/aprile 1992.